# Yeo Min-ji
Yeo Min-ji (여민지?, 余敏智?; 27 aprile 1993) è una calciatrice sudcoreana, attaccante del Gyeongju KHNP e della nazionale sudcoreana.

## Carriera

### Nazionale
Nel 2019 partecipa al mondiale con la nazionale sudcoreana.

## Palmarès

### Nazionale
- Campionato mondiale under 17: 1

2010

### Individuale
- Pallone d'oro del Mondiale di calcio femminile Under-17: 1

Trinidad e Tobago 2010
- Scarpa d'oro del Mondiale di calcio femminile Under-17: 1

Trinidad e Tobago 2010